# Milan de Haan
Milan de Haan (Monnickendam, 20 november 2003) is een Nederlands voetballer die als middenvelder voor FC Volendam speelt.

## Carrière
Milan de Haan speelde in de jeugd van VV Monnickendam, RKAV Volendam en FC Volendam. In het seizoen 2020/21 zat hij al enkele wedstrijden bij de selectie van het eerste elftal van FC Volendam, maar debuteerde in het seizoen erna. Dit debuut vond plaats op 1 oktober 2021, in de met 3-2 gewonnen thuiswedstrijd tegen Almere City FC. Hij kwam in de 77e minuut in het veld voor Alex Plat.
Na het vertrek van trainer Wim Jonk en de komst van diens opvolger Matthias Kohler kreeg De Haan meer speeltijd in het eerste elftal. Op 22 september 2023 tekende hij zijn eerste profcontract bij FC Volendam, welke hem tot de zomer van 2026 aan de club bondt. Medio 2025 werd De Haan met FC Volendam kampioen van de Eerste divisie.

### Statistieken

#### Beloften
| Seizoen                    | Club             | Land            | Competitie      | Competitie | Competitie | Play-offs | Play-offs | Totaal | Totaal |
| Seizoen                    | Club             | Land            | Competitie      | Wed.       | Dlp.       | Wed.      | Dlp.      | Wed.   | Dlp.   |
| -------------------------- | ---------------- | --------------- | --------------- | ---------- | ---------- | --------- | --------- | ------ | ------ |
| 2021/22                    | Jong FC Volendam | Nederland       | Tweede divisie  | 31         | 3          | 2         | 0         | 33     | 3      |
| 2022/23                    | Jong FC Volendam | Nederland       | Tweede divisie  | 26         | 5          | 0         | 0         | 26     | 5      |
| Totaal beloften            | Totaal beloften  | Totaal beloften | Totaal beloften | 57         | 8          | 2         | 0         | 59     | 8      |
| Bijgewerkt op 16 juli 2023 |                  |                 |                 |            |            |           |           |        |        |

#### Senioren
| Seizoen                   | Club            | Land            | Competitie      | Competitie | Competitie | Beker | Beker | Totaal | Totaal |
| Seizoen                   | Club            | Land            | Competitie      | Wed.       | Dlp.       | Wed.  | Dlp.  | Wed.   | Dlp.   |
| ------------------------- | --------------- | --------------- | --------------- | ---------- | ---------- | ----- | ----- | ------ | ------ |
| 2020/21                   | FC Volendam     | Nederland       | Eerste divisie  | 0          | 0          | 0     | 0     | 0      | 0      |
| 2021/22                   | FC Volendam     | Nederland       | Eerste divisie  | 2          | 0          | 0     | 0     | 2      | 0      |
| 2022/23                   | FC Volendam     | Nederland       | Eerste divisie  | 0          | 0          | 0     | 0     | 0      | 0      |
| 2023/24                   | FC Volendam     | Nederland       | Eredivisie      | 27         | 3          | 1     | 0     | 28     | 3      |
| 2024/25                   | FC Volendam     | Nederland       | Eerste divisie  | 26         | 3          | 1     | 0     | 27     | 3      |
| Totaal senioren           | Totaal senioren | Totaal senioren | Totaal senioren | 55         | 6          | 2     | 0     | 57     | 6      |
| Carrièretotaal            | Carrièretotaal  | Carrièretotaal  | Carrièretotaal  | 112        | 14         | 3     | 0     | 115    | 14     |
| Bijgewerkt op 1 juli 2025 |                 |                 |                 |            |            |       |       |        |        |